# Eastlex
eastlex war eine von 2002 bis 2013 in der Manz’schen Verlags- und Universitätsbuchhandlung sechsmal jährlich erscheinende juristische Fachzeitschrift.

## Geschichte
Die Zeitschrift wurde 2002 in Wien gegründet.
Die Schriftleitung lag bei Tomislav Borić (Universität Graz), Michael Knaus (TPA Horwath Ljubljana) und Claudia Rudolf (Universität Wien). Mit Ende 2012 wurde die Zeitschrift vom Verlag eingestellt.

## Inhalt
Nach eigener Darstellung war eastlex eine „Fachzeitschrift für Recht und Steuern in Mittel- und Osteuropa“ und wendet sich an Rechtsanwälte, Wirtschaftsprüfer, Unternehmer, Steuerberater und Finanzdienstleister. Im Zentrum der wissenschaftlichen Betrachtung stehen die Länder Bulgarien, Kroatien, Polen, Rumänien, Russland, Serbien, die Slowakei, Slowenien, Tschechien und Ungarn.
Die behandelten Rechtsgebiete sind u. a. Wirtschaftsrecht, Steuerrecht, Vergaberecht, Arbeitsrecht, Unternehmensrecht, Wettbewerbsrecht und Urheberrecht.